# Vira Narasimha II
 (juin 2020).
Vira Narasimha II (kannada : ಇಮ್ಮಡಿ ವೀರ ನರಸಿಂಹ) (v. 1220-1234) était un roi de l'empire Hoysala.

## Biographie
Pendant son règne, les Hoysalas ont acquis une grande influence sur le pays tamoul. Il a vaincu les Kadavas et les Pandyas et leur a forcé de lui donner un tribut.. Il a agi comme soutien au roi Chola Rajaraja Chola III, qui était peut-être son gendre, contre les incursions de l'empire Pandya. Pendant son règne, Vira Narasimha a fait de Kannanur Kuppam près de Srirangam sa deuxième capitale, avec l'intention de surveiller de près et de contrôler les affaires la région Tamoule. Plus tard, il a de nouveau combattu pour la cause des Chola et est allé avec son armée jusqu'à Rameswaram[réf. nécessaire]. Le poète Kannada Sumanobana était le poète de cour du Roi Vira Narasimha II. 

## Guerres avec les Pandyas
Sous le règne de Vira Narasimha II, une armée de Hoysala était stationnée à Kanchi, peut-être pour éviter toute incursion des Telugu Chodas de Nellore, de la dynastie Kakatiya de Warangal et des Pandyas de Madurai. Le monarque Chola Rajaraja III a défié les Pandyas en ne payant pas leur tribut annuel. Sundara Pandya est passé à l'offensive et a mis en déroute les Cholas dans la bataille de Tellaru. Vira Narasimha II se précipita au secours des Cholas, battit les chefs du Sud Arcot et captura Srirangam. Magadai Mandalam a été à nouveau envahi en 1220–1238. Les commandants Hoysala Appanna et Gopayya ont ensuite atteint Chidambaram, acheminant sur leur chemin les chefs Kopperunjinga qui étaient des alliés Pandya, dans la bataille de Perumbalur. Enfin, après avoir appris que les chefs de Kopperunjinga étaient prêts à libérer le monarque de Chola Rajaraja III et à considérer les Cholas comme un royaume libre, les Hoysalas ont escorté le monarque de Chola à Kanchi en 1231. Dans le même temps, Vira Narasimha II lui-même avait vaincu Sundara Pandya dans la bataille de Mahendramangalam.